# Мілютенко Дмитро Омелянович
Дмитро Омелянович Мілютенко (нар. 9 (21) лютого 1899, Слов'янськ — пом. 25 січня 1966, Ташкент) — український радянський драматичний актор театру і кіно, педагог. Народний артист Узбекистану (з 1945 року), народний артист УРСР (з 1946 року), народний артист СРСР (з 1960 року).

## Життєпис
Народився 9 (21 лютого) 1899 року у місті Слов'янську Ізюмського повіту Харківської губернії (нині Донецької області) в багатодітній родині слюсаря. В 1916 році закінчив Слов'янську чоловічу гімназію.
Після Лютневої революції, навесні 1917 року був одним із організаторів слов'янської міської «Просвіти».
На сцені — з 1919 року: перша роль була зіграна ним в документальній драмі О. Суходольського «Хмара» (Андрій). У 1920–1923  роках — актор Першої Української театральної трупи при Слов'янській Наросвіті та художній керівник драматичної студії при Содовому заводі. З 1923 року актор Драматичного театру імені І. Франка (Юзівка, Харків), в 1927–1936 роках — Харківського українського театру імені Т. Г. Шевченка (до 1934 року називався «Березіль»), в 1936–1966 роках — Українського театру імені І. Франка. Зіграв понад 200 ролей, багато з них відзначені преміями, театральними нагородами. Член ВКП (б) з 1942 року. У 1943–1945 роках — художній керівник фронтової театральної бригади, яка обслуговувала Третій Український фронт. Театральна фронтова бригада, очолювана Дмитром Мілютенком, разом з військовими підрозділами побувала в Болгарії, Румунії, Угорщині, Німеччині, показуючи солдатам і офіцерам виставу «Наталка Полтавка» за п'єсою І. Котляревського, «Бувальщина» за одноактівкою А. Велисовського. Кошти були передані у фонд оборони, а Мілютенко удостоєний високої військової нагороди.
У 1946–1966 роках викладав у Київському театральному інституті імені І. Карпенка-Карого. Нагороджений орденом Леніна.
Жив у Києві на вулиці Маяковського, 2/1 (нині Ольгинська). Помер 25 січня 1966 року в Ташкенті під час зйомок фільму. Похований в Києві на Байковому кладовищі (ділянка № 2; надгробок — скульптор Н. М. Дерегус, архітектор В. В. Штокмар; встановлений у 1969 році).

## Фільмографія
- «Велика гра» — 1934;
- «Том Соєр» — 1936;
- «Кармелюк» — 1938;
- «Кубанці» — 1939;
- «Щорс» — 1939;
- «Богдан Хмельницький» — 1941 — гетьман Потоцький;
- «Зигмунд Колосовський» — 1945;
- «Подвиг розвідника» — 1947 — Бережний;
- «Тарас Шевченко» — 1951 — Усков;
- «В степах України» (фільм-спектакль) — 1952 — Часник;
- «Калиновий гай» — 1953;
- «Мартин Боруля» — 1953 — Протасій;
- «Богатир йде у Марто» — 1954 — Хознін;
- «Над Черемошем» — 1954 — ігумен
- «Вогнище безсмертя» — 1955;
- «Матір» — 1955;
- «Іван Франко» — 1956;
- «Павло Корчагін» — 1956;
- «Кінець Чірви-Козиря» — 1957;
- «Сто тисяч» (фільм-спектакль) — 1958 — Калитка;
- «Зелений фургон» — 1959;
- «Олекса Довбуш» — 1959 — Пшеремський;
- «У мертвій петлі» — 1962;
- «Іванове дитинство» — 1962 — старий;
- «Наш чесний хліб» — 1964 — голова колгоспу Макар Задорожний;
- «Сон» — 1964 — дядько Іван;
- «До уваги громадян і організацій» — 1965;
- «Нема невідомих солдат» — 1965;
- «Криниця для спраглих» — 1965;
- «Ескадра йде на захід» — 1965.

## Вшанування пам'яті

меморіальна дошка

У 1966 році на честь Мілютенка у Києві названо вулицю. 15 листопада 1985 року в Києві на будинку по вулиці Маяковського, 2/1, де з 1944 по 1966 рік жив актор, встановлено меморіальну дошку (бронза, граніт; барельєф; скульптор Н. М. Дерегус, архітектор М. В. Дерегус).
І. Драч присвятив пам'яті Дмитра Мілютенка мікропоему «Сизий птах із гніздов'я Курбаса» (1986), яка увійшла до збірки «Соняшник» (1987).